# Новелла о снах

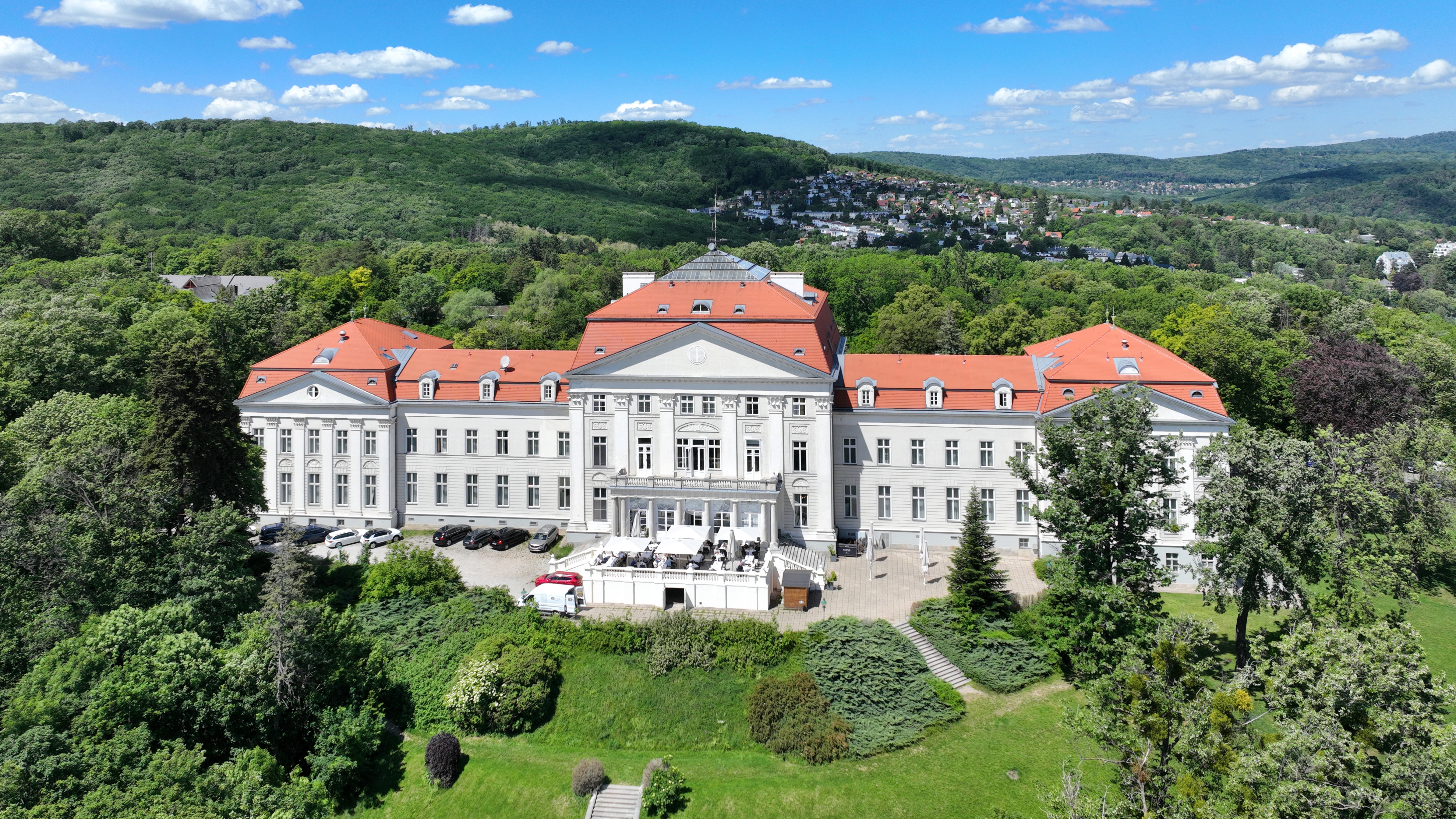
Вилла на Галлицинберге, о которой по Вене ходили зловещие слухи

«Новелла о снах» (нем. Traumnovelle) — новелла австрийского писателя Артура Шницлера. В 1925—1926 годах частями издавалась в берлинском журнале мод «Die Dame». В 1926 году была опубликована в издательстве S. Fischer Verlag.
В 1999 году увидела свет самая известная экранизация этого произведения Шницлера: фильм «С широко закрытыми глазами», снятый американским режиссёром Стэнли Кубриком.

## История возникновения названия
Первоначально Шницлер озаглавил повесть «Двойная новелла». Это рабочее название Шницлер использовал в своих дневниках до 1923 года. Изложенные события во многом дублированы. Пережитые Фридолином события загадочной ночи и сон Альбертины сопоставимы. «Удвоения» имеют место и в происходящем с Фридолином. Его путь к дому Марианны, Мицци, ателье, замку, где проходил маскарадный бал, повторяется дважды. Что касается возникновения названия «Траумновелле», следует отметить, что лишь это произведение Шницлера содержит в названии слово «Traum» (нем. «мечта», «сон»), несмотря на то, что тема сновидений всегда играла значительную роль в творчестве писателя. Но в других его трудах сновидения были включены в рамки другой темы. В этой новелле центральной темой мыслится именно нереальность, завуалированность происходящих событий. К тому же подобное название сближает новеллу с драмой австрийского писателя Франца Грильпарцера «Сон-жизнь» (нем. Der Traum ein Leben, 1834). Перед публикацией новеллы издатель Самуэль Фишер предложил дать ей название «Ни один сон не является просто сном» (нем. Kein Traum ist völlig Traum), но Шницлер отклонил его предложение.

## Сюжет
Действие «Новеллы о снах» начинается с беглого описания бала-маскарада, который почти в самом конце карнавальной недели решили посетить главные герои повествования — супруги Альбертина и Фридолин. На следующий день они делятся друг с другом впечатлениями о бале и их разговор переходит на, казалось бы, совершенно другую тему: супруга начинает рассказывать о том, как во время их совместного отдыха на датском побережье, она была увлечена офицером флота, с которым даже не успела поговорить, но один его взгляд пробудил в Альбертине низменные желания: «Тогда мне казалось, что стоило ему лишь поманить меня, и я в ту же минуту пожертвую всем: тобой, ребенком, своим будущим». Фридолин рассказывает жене о том, как однажды утром он встретил недалеко от купален этого же курорта совсем молоденькую девушку, которая очаровала его своей почти неземной красотой. Они лишь обменялись взглядами, как и его жена с офицером, но всё же эти признания вызвали ревность у обоих супругов. Их разговор прерывается, так как Фридолин, врач по профессии, вынужден срочно уехать после того, как ему сообщили, что у надворного советника с Шрейфогельгасе (его клиента), случился сердечный приступ.
К тому времени, когда Фридолин приходит к советнику, тот уже мёртв, а доктора встречает его дочь Марианна. С этого момента начинается череда приключений, заполнивших собою почти всю ночь, которую главный герой переживает словно сон. После объятий Марианны, прибытия её жениха Родигера, а затем и близких родственников, Фридолин спешит удалиться.
На улице он сталкивается с группой студентов, один из которых толкает его, не уступив дороги (это неуважение со стороны молодых людей вызвано еврейским происхождением Фридолина). Он вспоминает о своих студенческих годах и о любовной интрижке 15-летней давности. Чуть позже он встречает проститутку Мицци, которая предлагает ему развлечься в её квартире, находящейся неподалёку. Фридолин принимает её предложение, но так и не решается на измену жене.
Он снова оказывается на улице и заходит в уютное старовенское кафе, листает журнал, в котором его внимание привлекает статья о девушке, отравившейся сублиматом. В этом кафе венский врач встречает друга юности Нахтигаля (еврея польского происхождения), с которым они вместе учились на медицинском факультете. Теперь Нахтигаль полностью посвятил себя музыке и зарабатывает деньги игрой на рояле. Нахтигаль рассказывает приятелю о двух таинственных ночах, когда он с завязанными глазами играл на балу. Конечно, своим рассказом он заинтриговал Фридолина, и последний уговаривает пианиста взять его с собой на бал, который состоится этой ночью. Помимо монашеской рясы и маски, составляющих костюм всех гостей бала, Нахтигаль сообщает Фридолину о пароле, который нужен при входе в особняк: это слово «Дания». Фридолин посещает ателье по аренде костюмов, где знакомится с новым хозяином ателье господином Гибизером и его дочкой, облаченной в костюм Пьеро.
В шикарной вилле на загородном холме Галлицинберг, где проходит таинственный бал, его инкогнито быстро раскрывается, а от расправы спасает вмешательство неизвестной дамы, которая расплачивается за это жизнью, как становится известно Фридолину, когда он посещает морг и пытается в обездвиженном теле девушки узнать таинственную особу на балу. Фридолин возвращается за полночь после странствий по ночной Вене.
Альбертина, проснувшись, рассказывает ему странный сон, который является будто отражением произошедших с Фридолином событий. Она переживает свой сон словно явь. Именно это свойственно новелле Шницлера. Нельзя провести четкую границу между зыбкой, сновидческой реальностью и столь красочным сном молодой женщины, в котором помимо аллюзий на Страсти Христовы и присутствия типичных мотивов сказки представлены реальные персонажи (офицер флота) и названия мест.
Действие новеллы заканчивается через два дня после того, как супруги посетили бал-маскарад, который явился одной из причин, пробудивших в главных героях желание признаться в своих любовных фантазиях. На рассвете, когда Фридолин возвращается домой после поисков ответа на вопросы, вызванные таинственным балом, внезапным отъездом Нахтигаля и исчезновением его спасительницы, он решает всё рассказать своей жене, но так, будто всё пережитое им было лишь сном. Как же он был удивлён, когда на постели рядом со спящей женой он обнаружил маску, которая была на нём прошлой ночью. Он понял, что забыл положить её в пакет перед тем, как вернуть костюм в ателье, и маску нашла горничная. Альбертина, положив эту маску рядом с собой, хотела дать понять мужу, что готова выслушать его, о каких бы приключениях он ни рассказал. Фридолин заплакал и, уткнувшись лицом в подушку, пообещал всё рассказать проснувшейся жене. «Теперь мы пробудились», — сказала его супруга, когда они оба лежали в кровати, пока «не раздался стук в дверь, и с привычными уличными звуками, с победоносным лучом света, пробивающимся сквозь занавеси, и со звонким детским смехом не начался новый день».

## Переводы на русский язык
- Барышня Эльза: Новеллы / Пер. с нем. — СПб.: Северо-Запад, 1994 («Фридолин», перев. О. Мандельштама 1926 года)
- Траумновелле. М.: Гаятри, 2006 (перев. Е. Сорочан)
- Новелла о снах. М.: Центрополиграф, 2011 (перев. А. Игоревского)

## Экранизации
В 1930 году, незадолго до смерти, сам Шницлер начал работу над сценарием к «Traumnovelle», но она не была закончена и ограничилась тридцатью страницами текста.
- «Новелла о снах», Австрия 1969. Режиссёр: Вольфганг Глюк. Сценаристы: Рут Керри, Вольфганг Глюк. Компания: ORF. В главных ролях: Карлхайнц Бём, Эрика Плуар, Гертруд Кюкельманн, Хельга Папоушек[4].
- Ad un passo dall’aurora, Италия 1989. Режиссёр: Марио Бьянки. В главных ролях: Герардо Амато, Тини Казино, Адриана Руссо[5].
- «С широко закрытыми глазами», США / Великобритания 1999. Режиссёр: Стэнли Кубрик. Сценаристы: Фридрик Рафаэль, Стэнли Кубрик. Компания: Hobby Films / Pole Star / Warner Bros. В главных ролях: Том Круз, Николь Кидман, Сидни Поллак, Тодд Филд, Скай дю Монт[6].